# 绿湖 (萨哈林州)
绿湖（日语：／）或比留佐沃耶湖（俄语：Озеро Бирюзовое）是萨哈林州库里尔斯克区的湖，处新知岛上，是绿湖火山臼的破火山口，面积3.6平方公里。